# Braj Kachru
Braj Kachru (Srinagar, 15 maggio 1932 – Urbana, 29 luglio 2016) è stato un linguista indiano.
Fu un eminente studioso dei vari tipi di inglese nel mondo e del dialetto del Kashmir. il suo lavoro nel campo della linguistica inglese è considerato valido e pregevole dalla maggior parte degli studiosi.
Era padre del fisico Shamit Kachru.

## The Circles of English
Per capire meglio l'uso delle inglese nei vari stati, Kachru concepì l'idea di tre cerchi concentrici della lingua, uno solo dei quali è formato prevalentemente da parlanti di etnia bianca.
Il cerchio più interno rappresenta la base tradizionale dell'inglese e la maggior parte dei parlanti sono bianchi: il Regno Unito, gli USA, l'Australia, la Nuova Zelanda, l'Irlanda, Malta, la parte anglofona del Canada, il Sudafrica e alcuni territori caraibici. Il numero totale di parlanti dell'inglese nel cerchio più interno è più di 380 milioni, dei quali circa 120 milioni sono al di fuori degli USA.
In seguito si presenta il cerchio più esterno che include nazioni in cui l'inglese non è lingua ufficiale, ma è importante per motivi storici (per esempio l'Impero coloniale inglese) e gioca una parte importante nelle istituzioni delle singole nazioni. Questo cerchio include India, Nigeria, le Filippine, il Bangladesh, il Pakistan, la Malaysia, la Tanzania, il Kenya, le parti non anglofone del Sudafrica e del Canada ecc. ecc. Il numero totale dei parlanti inglese in questo cerchio è stimato tra le 150 e le 300 milioni di unità. Praticamente tutti queste persone sono non bianche.
Infine il cerchio di espansione comprende quelle nazioni in cui l'inglese non gioca un ruolo storico e/o politico ma, nonostante ciò, è ampiamente usato come lingua straniera o come lingua franca. Questo include il resto della popolazione mondiale: Cina, Russia, Giappone, la gran parte dell'Europa, Corea, Egitto, Indonesia ecc. Il totale in questo cerchio è molto difficile da stimare, soprattutto perché l'inglese potrebbe essere impiegato per scopi specifici e limitati, solitamente lo business English. La stima di questi parlanti oscilla tra i 100 milioni e 1 miliardo. Anche qui la maggioranza non è di etnia bianca.
Il cerchio più interno provvede alla codificazione di norme; questo significa che le regole della lingua inglese sono sviluppate in queste nazioni. L'inglese è la prima lingua in queste aree. Il cerchio più esterno (essenzialmente le nazioni del Nuovo Commonwealth) sviluppa queste norme, mentre il cerchio di espansione dipende su queste norme, perché si fonda sugli standard creati dalle nazioni del cerchio più interno.

## Opere
Tra i suoi lavori ricordiamo The Alchemy of English e The Handbook of World Englishes
| Controllo di autorità | VIAF (EN) 27859 · ISNI (EN) 0000 0001 0860 9011 · Europeana agent/base/69657 · LCCN (EN) n81095969 · GND (DE) 119192403 · BNF (FR) cb12038885d (data) · J9U (EN, HE) 987007279385705171 |